# La Parka
Adolfo Margarito Tapia Ibarra, noto anche con lo pseudonimo di LA Park (Querétaro, 14 novembre 1965), è un wrestler messicano.
Ha lottato con il ring name di L.A. Park nella messicana Asistencia Asesoría y Administración, dove era apparso precedentemente come La Parka, nome usato anche durante il suo periodo di militanza nella World Championship Wrestling. Dovette rinunciarvi durante il suo stint al Consejo Mundial de Lucha Libre, dove adottò il ring name LA Park. Nel 2010 è tornato in AAA.

## Carriera

### Primi tempi e Asistencia Asesoría y Administración(1982-1996)
Tapia inizia la sua carriera nel 1982 usando il suo vero nome e più tardi adottò i diversi pseudonimi di El Gringo, El Minero, Invasor del Norte e Principe Island prima che, nel 1992, Antonio Peña non lo ingaggiasse nella sua AAA assegnandogli la gimmick di La Parka. Apparve anche negli Stati Uniti prendendo parte ad alcuni show della World Championship Wrestling e della Extreme Championship Wrestling.

### World Championship Wrestling (1996-2000)
Nel 1996 la World Championship Wrestling ingaggiò molti luchadores della AAA per rafforzare la sua divisione cruiserweight e La Parka fu uno di questi, e venne usato spesso in coppia con Psychosis e contro altri luchadores come Juventud Guerrera e Super Calò. Fece inoltre parte della stable latino-americana Latino World Order (parodia della nWo) iniziando una rivalità con il New World Order, dove questi ultimi diedero un ultimatum per lo scioglimento del lWo quando le due fazioni del nWo, la Wolfpack e la Hollywood, si riunirono e la stable si sciolse. Lasciò la WCW nel 2000.

### Consejo Mundial de Lucha Libre, Indies e Xtreme Latin American Wrestling (2003-2010)
Dopo aver lasciato la WCW, Tapia lavorò per molte indies e Antonio Peña lo autorizzò ad usare il nome La Parka, senza alcun contrasto, ma quando Tapia firmò un contratto con la CMLL, principale rivale della AAA, Peña fece azioni legali per impedire a Tapia di usare il nome di La Parka e ribattezzò il wrestler La Parka II proprio con il nome La Parka, impedendo che Tapia usasse il nome, che quindi dovette cambiare in L.A. Park (abbreviazione di La Autentica Park, dove la lettera "k" viene pronunciata come "ka"). Si esibì anche nella Total Nonstop Action Wrestling) sia come L.A. Park che come La Parka. Combatté anche nella Xtreme Latin American Wrestling, avendo una faida con The Sandman per il titolo della federazione. Successivamente ebbe anche una rivalità contro Sabu, dove Tapia fu più volte aiutato dallo zio Super Parka.

### Ritorno in AAA (2010-presente)
Dopo anni di ostilità e di assenza, Tapia tornò in AAA avendo una rivalità contro quel wrestler che assunse il nome di La Parka nel 2003 e quest'ultimo, dopo tanti match, sfidò L.A. Park ad affrontarlo per avere i diritti sul nome "La Parka". L.A. Park ebbe la meglio anche se usò una piledriver (mossa illegale nella Lucha Libre) su La Parka. Ebbe anche una rivalità con Jeff Jarrett per l'AAA World Heavyweight Championship.

## Vita privata
Tapia è membro di una famiglia allargata di luchadores composta dal fratello El Hijo de Cien Caras (deceduto nel 2010), il figlio El Hijo de L.A. Park, gli zii Super Parka, Johnny Ibarra e Desalmado. Il figlio di Super Parka, e quindi cugino di Tapia, lotta con il nome di Volador Jr..

## Personaggio

### Mosse finali
- La Parkinator (Corkscrew moonsault)
- Skull Bomb (Leg trap sunset flip Powerbomb)
- Diving corkscrew senton
- Spear

### Manager
- Sonny Oono
- Vince Russo

### Soprannomi
- "The Chairman of WCW"
- "La autentica Park"
- "La Original"

### Musiche d'entrata
- Thriller di Michael Jackson (AAA e circuito indipendente)
- Gasolina di Daddy Yankee (CMLL)
- Parental Advisory: Explicit Acts dalla Non-Stop Music (WCW)
- Stinkfist di Tool (TNA)
- Bad to the Bone di George Thorogood (AAA)

## Titoli e riconoscimenti
- Asistencia Asesoría y Administración
  - AAA Latin American Championship (1)
  - IWC World Heavyweight Championship (2)
  - IWC World Hardcore Championship (1)
  - Mexican National Light Heavyweight Championship (4)
- Consejo Mundial de Lucha Libre
  - CMLL World Tag Team Championship (1) - con Shocker
- Major League Wrestling
  - MLW World Tag Team Championship (1; attuale) - con El Hijo de L.A. Park
- Pro Wrestling Illustrated
  - 172° tra i 500 migliori wrestler singoli della storia nella "PWI Years" (2003)
  - 19° tra i 500 migliori wrestler singoli nella PWI 500 (2012)